# Jacques Monod
Jacques Lucien Monod, francoski biokemik in molekularni biolog, nobelovec, * 9. februar 1910, Pariz, Francija, † 31. maj 1976, Cannes.
Znan je predvsem po svojem delu na lac-operonu bakterije Escherichia coli, na podlagi katerega je razvil model regulacije sinteze beljakovin v celici. Za odkritja na področju genetske regulacije sinteze encimov in virusov je leta 1965 prejel Nobelovo nagrado za fiziologijo ali medicino, skupaj s Françoisom Jacobom in z Andréem Lwoffom. Napisal je tudi vplivno knjigo o filozofiji sodobne biologije z naslovom Le hasard et la nécessité (Naključje in nujnost).

## Življenjepis
Rodil se je v Parizu kot v družini umetnika hugenotskega porekla, mati pa je bila potomka škotskih emigrantov v Združene države Amerike. Sedem let kasneje se je družina preselila v Cannes, kjer je obiskoval licej. Poleg očeta, ki mu je vzbudil zanimanje za glasbo, je v zgodnjih letih nanj bistveno vplival tudi izobraženi profesor grščine. Leta 1928 je vpisal študij biologije na pariški Sorboni, ki pa je bil za tisti čas precej zastarel, tako da je pravi uvod v biologijo dobil šele od starejših kolegov na terenskih vajah.
Po diplomi leta 1931 je dobil štipendijo za dodatno izpopolnjevanje pri Edouardu Chattonu na Univerzi v Strasbourgu, kjer je dobil dobro osnovo iz mikrobiologije, nato pa se je vrnil v Pariz in delal v različnih laboratorijih. To je bilo zanj nestanovitno obdobje, v katerem je iskal področje biologije, ki bi se mu lahko posvetil, napisal je nekaj znanstvenih člankov o različnih mikroorganizmih in se udeležil naravoslovne odprave na Grenlandijo, nato pa ga je kolega Boris Ephrussi prepričal, da poskusi z genetiko in se mu pridruži na raziskovalnem obisku v Morganovi skupini na Kalifornijskem tehnološkem inštitutu. Kot Rockefellerjev štipendist se je tako v ZDA seznanil s sodobno genetiko in po vrnitvi v domovino delal nekaj mesecev v Ephrussijevem laboratoriju na Inštitutu za fizikalno-kemijsko biologijo v Parizu, a ga delo z vinskimi mušicami ni navdušilo. Zato se je vrnil v zoološki laboratorij na Sorbono, kjer je postal asistent, in pričel z raziskavami mikrobne rasti.
V tem času je za modelni organizem izbral bakterijo E. coli, raziskoval je dinamiko rasti v kulturi ob različnih virih hranil in odkril nekaj značilnosti encimske adaptacije. Doktorat je pridobil leta 1941, vendar za nadrejene na Sorboni njegovo delo ni bilo perspektivno, zato na univerzi ni imel prihodnosti. Nekaj poskusov je skrivoma opravil na Pasteurjevem inštitutu, ob osvoboditvi Pariza pa je vstopil v odporniško gibanje in deloval kot organizator pod generalom de Lattre de Tassignyjem. To je bilo razburljivo obdobje v genetiki, ki ga je kronalo odkritje DNK kot nosilca genetske informacije, o čemer se je Monod seznanil preko Američanov v štabu. Po koncu vojne je kratek čas preživel na Sorboni, nato pa je dobil boljše pogoje na Pasteurjevem inštitutu pod Lwoffovim vodstvom in pričel z delom na mutantskih sevih z različnimi sposobnostmi presnavljanja hranilnih snovi.
Odločil se je za raziskavo interakcije med genetskim in okoljskim dejavnikom pri encimski indukciji, z drugimi besedami, medsebojnim vplivom nosilcev genetskih informacij (genov) in hranilnega substrata na sintezo prebavnih encimov pri bakterijah, natančneje encima β-galaktozidaza, ki razgrajuje laktozo. Najprej je s sodelavci, med katerimi je bil tudi François Jacob, natančno okarakteriziral encim in dokazal, da je stopnja encimske aktivnosti popolnoma odvisna od stopnje sinteze iz aminokislin. Potem so raziskovali encimsko indukcijo različnih mutant v različnih pogojih in tekom let razjasnili številne temeljne pojave, na katerih temelji regulacija: med njimi so alosterična regulacija, ki vpliva na aktivnost encima s spremembo njegove konformacije in celoten sistem interakcije med elementi v operonu za razgradnjo laktoze pri bakterijah. Odkrili so, da je operon funkcionalna enota, v kateri prepisovanje in izražanje strukturnih genov (torej tistih, katerih produkti opravljajo fiziološko funkcijo, v tem primeru razgradnjo laktoze) regulirajo zunanji dejavniki preko kontrolnih genov v bližini na kromosomu. Konkretno prisotnost glukoze deluje kot represorski signal, ki prepreči sintezo β-galaktozidaze, saj je sinteza energetsko potratna, če ima celica na voljo ustreznejše hranilo. To je bil prvi vpogled v znotrajcelično komunikacijo in kmalu se je izkazalo, da je isti mehanizem odgovoren za številne presnovne procese v celici, pa tudi druge pojave, kot je razmnoževanje virusov. Kot posrednika v signalizaciji med DNK in mestom sinteze encimov je predlagal informacijsko RNK (ribosomska RNK je bila pred tem edina znana oblika RNK).
Monod je bil leta 1953 imenovan za vodjo oddelka za celično biokemijo na Pasteurjevem inštitutu, kjer je poleg raziskovalnega dela vodil številčno skupino študentov in podoktorskih raziskovalcev. Vzporedno je od leta 1959 deloval kot profesor presnovne kemije na Sorboni. Leta 1971 je postal generalni direktor inštituta in se posvetil organizacijskim nalogam, to delo je opravljal skoraj do svoje smrti leta 1976.

### Osebno življenje
Po očetu je prevzel ljubezen do glasbe, ki je bila njegovo glavno zanimanje poleg biologije, igral je violončelo v kvartetu in vodil pevski zbor. V mladosti je resno razmišljal celo o karieri dirigenta, a je zamisel opustil, ko je našel raziskovalni problem v biologiji, ki se mu je lahko popolnoma posvetil.
Leta 1938 se je poročil z arheologinjo Odette Bruhl, v zakonu, ki je trajal do njene smrti leta 1972, sta se rodila dva sinova.
Med drugo svetovno vojno je deloval v komunistični odporniški organizaciji in se kasneje tudi včlanil v komunistično partijo, ki pa jo je kmalu po vojni zapustil zaradi razočaranja nad dogmatičnostjo sovjetskega partijskega vodstva, ki se je med drugim odražala v vzponu neznanstvenega lisenkizma v genetiki. Javno se je zavzemal za humanistične vrednote, začenši z legalizacijo kontracepcije, ki je bila takrat v Franciji prepovedana, in kasneje tudi pravico do splava. V svojem filozofskem delu je zagovarjal stališče, da so nastanek življenja, nadaljnja evolucija in naposled nastanek človeka rezultat naključja. Zaradi tega je človek v edinstvenem, a hkrati osamljenem položaju, ko lahko uporablja razum za objektivno preučevanje narave, vendar zunaj sebe ne bo našel razloga za svoj obstoj.
»Stara zveza je prekinjena; človek zdaj končno ve, da je sam v brezčutnem prostranstvu Vesolja, iz katerega je vzniknil po naključju. Njegova usoda ni nikjer zapisana, prav tako ne njegova dolžnost. Kraljestvo zgoraj ali tema spodaj – to je njegova odločitev.«— Jacques Monod: Le Hasard et la nécessité
Umrl je leta 1976 na svojem domu v Cannesu za levkemijo, ki so mu jo prvič diagnosticirali leto pred tem.

## Priznanja
Proslavil se je že z delovanjem v odporniškem gibanju med drugo svetovno vojno, za svoje zasluge je bil imenovan za viteza reda legije časti (vojaškega) ter nagrajen s francoskim vojnim križcem (Croix de guerre) in ameriško bronasto zvezdo.
Za svoje znanstveno delo je skupaj z dolgoletnima sodelavcema Andréem Lwoffom in Françoisom Jacobom leta 1965 prejel Nobelovo nagrado za fiziologijo ali medicino. Dve leti prej je bil imenovan za častnika francoskega reda legije časti (civilnega). Številna akademska združenja so ga sprejela za tujega ali častnega člana, med njimi Nemška akademija znanosti Leopoldina, Ameriška akademija umetnosti in znanosti, Nacionalna akademija znanosti ZDA in britanska Kraljeva družba. Univerza v Chicagu in Rockefellerjeva univerza sta mu podelili častna doktorata.